# Hombre Absorbente
El Hombre Absorbente (Carl Creel) (en inglés: Absorbing-Man) es un supervillano ficticio que aparece en los cómics estadounidenses publicados por Marvel Comics. Apareció por primera vez en Journey into Mystery # 114, portada de marzo de 1965, creada el escritor / artista Jack Kirby y por el escritor Stan Lee. A lo largo de los años, ha participado en varios crossovers de Marvel Comics, como las Secret Wars originales y Fear Itself.
Carl recibió el poder de tomar la forma de cualquier material que tocara, "absorbiendo" la propiedad del material en sí. Con los años, el poder ha funcionado tanto a favor como en contra de él, como ser convertido en agua, luego mezclado con tierra para convertirse en lodo, o una vez cuando se convirtió en cocaína y tuvo que volver a ensamblarse. El dios asgardiano llamado Loki le dio sus poderes al Hombre Absorbente en un complot para derrotar a su hermano, Thor. Durante la historia de Secret Wars, Creel se involucró sentimentalmente con la súper villana llamada Titania y los dos se vincularon durante décadas después. En los eventos de Miedo Encarnado, Creel entra en posesión de un divino martillo de Asgardiano, otorgándole poderes amplificados y convirtiéndolo en Greithoth: Breaker of Wills.
En las series de TV animadas y en cómics recientes sus poderes tienen otro origen. Al parecer, Creel fue expuesto a radiación gamma (no se sabe cómo ni cuándo), la cual mutó su ADN dándole la capacidad de absorber las propiedades físicas y químicas del objeto tocado e incluso pasarlas a su ropa, cadena y bola vistos en todas las series excepto en Spider-man de Marvel y Agents of S.H.I.E.L.D donde solo puede hacerlo a su cuerpo.
Con su debut en la Era de la Plata de los cómics, Hombre Absorbente ha aparecido en más de cuatro décadas de la continuidad de Marvel y de otros productos respaldados por Marvel, como series de televisión animadas, videojuegos y productos tales como tarjetas de intercambio.
El personaje ha visto una adaptación de acción en vivo para Agents of S.H.I.E.L.D. interpretado por Brian Patrick Wade en el Universo Cinematográfico de Marvel.

## Historial de publicaciones
El Hombre Absorbente aparece por primera vez en Journey into Mystery # 114 (marzo de 1965) y fue creado por Stan Lee y Jack Kirby.

## Biografía ficticia del personaje
Carl "Crusher" Creel era un boxeador y criminal encarcelado que se convierte en el Hombre Absorbente cuando bebe un líquido que el dios asgardiano Loki entregó con una poción mágica. Al descubrir que podía absorber las propiedades de cualquier cosa que tocara, Creel escapa de la prisión absorbiendo el metal de las balas de los guardias y continúa luchando contra Thor. Cuando se escapa, lleva consigo la bola y la cadena a la que estaba encadenado, y usa la bola y la cadena como arma. Aunque solo es mortal, las fantásticas habilidades de Creel lo convierten en un digno oponente para Thor, quien luego se ve obligado a terminar la batalla debido al secuestro de Jane Foster por parte de Loki. Entonces Creel irrumpe en una casa y ataca a los ocupantes. Thor acude al rescate y engaña a Creel para que cambie su estructura atómica por helio puro. Thor logra esto usando los poderes de su martillo para transformar la composición molecular del suelo. Como Creel está adquiriendo masa adicional del contacto directo con la Tierra cuando esto sucede, termina por flotar inofensivamente en la atmósfera.
Poco tiempo después, Loki recupera a Creel del espacio usando la tecnología asgardiana después de que ha eliminado a un brujo asgardiano y envía a Creel de vuelta a la batalla contra Thor. Después de que Creel es casi derrotado debido a la habilidad de combate de Thor, Loki lo transporta a Asgard y revela la verdadera fuente de sus poderes "absorbentes". Después de ser humillado por Loki, Creel acepta actuar como su agente, y se le ordena que se haga cargo de la ciudad. El Hombre Absorbente derrota a las legiones asgardianas sin demasiados problemas y eventualmente se enfrenta al mismo Odín. Creel absorbe los ataques de Odin y luego las propiedades de Asgard, con la esperanza de gobernar el Universo, y se eleva sobre Odin cuando Loki llega para regodearse. Thor le ordena a Thor que no siga atacando. Loki y Creel son golpeados por engaños; Una vez que se le dio la Vara de la Regencia de Odín, los dos se pelearon por ella, el Hombre Absorbente tratando de absorber la vara, y los dos encuentran que no pueden soltarse. Odin luego les aconseja que su poder no reside en un mero objeto, sino en lo profundo de sí mismo. La pareja entonces es desterrada al espacio.
El Hombre Absorbente finalmente regresa en un cometa y lucha contra Hulk. Bruce Banner había sido enviado para desviar el cometa, ya que se temía que fuera radioactivo, pero el Hombre Absorbente saltó a bordo y comenzó a absorber la fuerza de Hulk. Intenta enterrar a Hulk debajo de una montaña, pero cuando Hulk vuelve a su forma humana, el Hombre Absorbente no puede soportar el gran peso y fue enterrado.
Sin embargo, Creel continúa luchando contra muchos otros héroes, como los Vengadores Daredevil, Dazzler, the Hulk, y Spider-Man. Es uno de los villanos que participa en Secret Wars y también desarrolla una relación romántica con la súper fuerte villana Titania. La pareja también se une a la cuarta versión reformada de Maestros del Mal Creel tiene varias batallas más con Thor (y Eric Masterson Thor) y una escaramuza con el héroe cósmico Quasar. Aunque ayudó a Crossbones en un plan para atacar al Capitán América, cuando Hombre Absorbente se enteró de que Crossbones tenía la intención de detonar una bomba en Nueva York, absorbió las propiedades del escudo del Capitán América para contener la explosión, declarando que no era un asesino.
Creel es luego encarcelado en la prisión experimental "Ant-Hill" de Nueva York llamada Big House, donde todos los prisioneros tienen un tamaño reducido a través de las "Partículas Pym" de Hank Pym. Un intento de fuga es frustrado por She-Hulk.
El Hombre Absorbente se escapa de la prisión y se alía con Búho como ejecutor, pero se encuentra con la oposición de Spider-Man y el nuevo héroe Ethan Edwards (que luego se reveló como un Skrull disfrazado). Uno de los agentes del Búho lo atrapa brevemente y se convierte en una nueva forma de cocaína cuando se sienten frustrados con su enfoque poco profesional, con la nueva droga que le da brevemente a quienes le aspiran un poco de sus poderes, pero finalmente logra para reensamblarse en una alcantarilla y va tras la lechuza en busca de venganza. Spider-Man logra derrotar a Creel engañándolo para que corra un guante donde absorbe múltiples objetos que le lanzan, culminando en que Creel absorba dos sustancias químicas diferentes que lo hacen explotar.
El Hombre Absorbente luego lucha y aparentemente es asesinado por el héroe Sentry durante los eventos de Civil War. Sin embargo, más tarde aparece en el funeral del villano Zancudo.
Creel y Titania luego entran en conflicto con la heroína She-Hulk y su compañera Skrull, Jazinda, luego de que intentaron arrestar al primo de Creel, Rockwell "Hi-Lite" Davis.
Durante la historia de Dark Reign, Creel se une a una nueva versión de Legión Letal liderada por Segador. Después de una derrota, Creel escapa de la prisión y absorbe un fragmento del Cubo Cósmico.
El Hombre Absorbente sufre un contratiempo cuando el villano Norman Osborn usa una espada encantada, proporcionada por Loki, para eliminar completamente sus poderes absorbentes.
Creel también se revela como el padre del héroe Stonewall.
Creel recupera sus poderes y asalta la Torre de los Vengadores para recuperar su bola y cadena. Es derrotado por los coordinadores de los Vengadores, Maria Hill, Sharon Carter y Victoria Hand después de absorber el resfriado de esta última.
Durante la historia de "Fear Itself", Creel y Titania se encuentran con dos de los martillos divinos que contienen las esencias de los Dignos, los generales del hermano y adversario de Odin, Cul Borson. Al entrar en contacto con los martillos, Titania y Creel se transformaron en Skirn: Breaker of Men and Greithoth: Breaker of Wills, respectivamente. Más tarde, se lanzaron a un alboroto representado en una serie de libros de Fear Itself, principalmente en la Academia de los Vengadores # 15–19 y Iron Man 2.0 # 5–6, así como en la miniserie central de esa historia.
Durante la historia de AXIS, el Hombre Absorbente aparece como un miembro del grupo supervillano sin nombre de Magneto durante la lucha contra el formulario Red Onslaught de Red Skull. Él se convirtió brevemente al heroísmo cuando todos en la isla experimentan una inversión moral cuando el Doctor Doom y la Bruja Escarlata intentan sacar a Charles Xavier en Red Skull, uniéndose a los nuevos Astonishing Avengers reunidos por Steve Rogers y Spider-Man para oponerse los héroes invertidos. Hombre Absorbente luego vuelve a la villanía cuando se deshace la inversión.
Cuando Hombre Absorbente y Titania estaban robando un carro blindado, la mujer Thor apareció para frustrar sus planes. Al encontrarse con la mujer Thor, Creel se burló de ella por ser una mujer y por haber tomado el nombre de Thor para ella misma, a lo que ella respondió rompiéndole la mandíbula. Titania luego pareció enfrentarse a ella pero, con respecto a lo que estaba haciendo, ella golpeó a su esposo con su propia arma y se rindió.
Durante la historia de "Secret Wars" de 2015, Hombre Absorbente está entre los villanos que asisten a la fiesta de observación de Kingpin de la incursión entre la Tierra-616 y la Tierra-1610.
Durante la historia de "Avengers: Standoff!", Hombre Absorbente era un preso de Pleasant Hill, una comunidad cerrada establecida por S.H.I.E.L.D. que utiliza a Kobik, S.H.I.E.L.D. transformó a Hombre Absorbente en un hombre llamado Harold. Durante su tiempo como Harold, Hombre Absorbente corrió una heladería y estuvo enamorado de la Sheriff Eva. Cuando Báron Zemo y Fixer restauraron los recuerdos de los internos, Hombre Absorbente se unió a su levantamiento con Torbellino. Los miembros de Illuminati, Capucha y Titania llegaron a Pleasant Hill para recuperar al Hombre Absorbente. Aunque fue sacudido por tener una vida normal inducida por S.H.I.E.L.D., Hombre Absorbente se pone del lado de los Illuminati mientras trabajan para reunir a los demás internos para vengarse de S.H.I.E.L.D.
Durante la parte de "Apertura de Salvo" de la historia de "El Imperio Secreto", el Hombre Absorbente es reclutado por el barón Helmut Zemo para unirse al Ejército del Mal.
En algún momento, Hombre Absorbente fue encarcelado en una prisión de tortura en el espacio profundo. Fue derrotado por Black Bolt en combate. Hombre Absorbente más tarde se conoció con Black Bolt y sus compañeros presos Blinky, Metal Master y Raava. Al captar el grito sónico de Black Bolt, Hombre Absorbente aparentemente se sacrifica para ayudar a destruir al Jailer de la prisión de tortura, permitiendo que Black Bolt y los demás reclusos se escapen. En el momento en que Jailer ha poseído la mente de Blinky para matar a Black Bolt, Lockjaw llevó a Titania al cementerio de Parkwood, donde el Hombre Absorbente emergió de su tumba. Hombre Absorbente y Titania ayudaron a Black Bolt a luchar contra un Blinky poseído por un Jailer hasta que lograron expulsarlo de él.
Después de que Hombre Absorbente fue arrestado en uno de sus crímenes, su abogado Kenny lo convenció de unirse a las Operaciones de Hulk de los EE. UU. Como una alternativa a ser encarcelado. Se le inyecta un paquete Bannerman Gene-Enhancement (un producto similar a Hulk Plug-In) que lo convirtió en un mutado gamma en el que su piel se puso roja y ahora puede absorber la energía gamma. Cuando Hombre Absorbente, bajo el alias de Red Dog, luchó contra Hulk en la Base de Misiles de Los Diablos, consiguió una entidad llamada One Below All en él después de que la entidad se hiciera pasar por el fantasma de Brian Banner. El One Below All burló a Red Dog antes de destrozarlo por la mitad. A pesar de lo que le sucedió, el Hombre Absorbente todavía está poseído por el Único Abajo que controla al Hombre Absorbente en la lucha contra Hulk. El Hombre Absorbente salió corriendo cuando Jackie McGee, Walter Langkowski, y Puck aparecieron. Cuando el One Below All abrió con éxito la puerta de su reino infernal, todos los que están cerca son absorbidos mientras Hombre Absorbente llora.

## Poderes y habilidades
Cortesía de una poción mágica, Crusher Creel tiene la capacidad de duplicar las propiedades de todo lo que toca: gas, líquido, sólido o incluso fuentes de energía. Esta transformación también se extiende a la vestimenta, la bola y la cadena que Creel llevaba cuando la poción entró en vigencia (por ejemplo, si Creel toca el titanio metálico, su cuerpo, su vestimenta y la bola y la cadena adquieren el aspecto y las propiedades del titanio). Si el objeto es grande (por ejemplo, un edificio), Creel puede absorber suficiente masa para alcanzar la misma altura. Creel también conserva su intelecto y su capacidad para el habla y el movimiento físico completo (aunque su primer intento de absorber el agua le costó la cordura a Creel cuando trató de mantenerse alejado) y puede reformarse si su cuerpo sufre algún daño mientras se encuentra en forma alterada, lo que descubrió cuando Wolverine se cortó el brazo durante Secret Wars mientras estaba en forma de piedra y lo mantuvo en su lugar mientras desactivaba sus poderes.
El poder total de Creel aumenta en proporción directa a la resistencia del material absorbido. Casi no hay límite a lo que Creel puede absorber, ya que ha absorbido las propiedades del bronce; cocaína; El Tornillo Cósmico de Odín y la posterior tormenta ciclónica; diamante; vidrio; luz; roca, seda, suelo; espinas; acero; el martillo de Thor, Mjolnir; agua; e incluso las propiedades de Asgard en sí, aunque absorber el poder de Sentry fue demasiado para Creel, lo que lo llevó a sobrecargarse de energía y casi lo mató.
Creel ahora también es capaz de combinar habilidades previamente absorbidas.

## Otras versiones

### Era de Apocalipsis
En la realidad de Era de Apocalipsis, Hombre Absorbente (junto con Diablo) trabaja como guardián de un campo de prisioneros en México.

### Tierra X
En la serie limitada Tierra X, ambientada en el universo alternativo Tierra-9997, Creel también es capaz de absorber el conocimiento que adquirió al absorber el conocimiento de Ultron y eventualmente fue capaz de recordar todo lo previamente absorbido y mostrar cualquiera de estas propiedades a voluntad.

### Casa de M
En la realidad de la Casa de M, Hombre Absorbente es visto como un miembro de los Maestros del Mal de Capucha.

### Marvel Zombies
En la realidad de Marvel Zombies, Creel, como un zombi, trabaja para el zombi Kingpin. Él lucha contra el intruso Machine Man mientras está en forma de piedra. Él es engañado para absorber el físico débil del zombi Karnak y Machine Man rápidamente destruye su cabeza.

### Viejo Logan
En la realidad de Viejo Logan, un anciano Hawkeye le revela a Logan que Hombre Absorbente y Magneto fueron los responsables de matar a Thor.
Un flashback también mostró que Mysterio usó una ilusión de él entre otros villanos para engañar a Wolverine y matar a sus compañeros X-Men.

### Marvel Simios
En la realidad de Marvel Simios, esta versión de Hombre Absorbente es un mandril llamado Mandril Absorbente. Él es un miembro de la Hermandad de Maestros del Mal de Simios.

### JLA / Avengers
El Hombre Absorbente es uno de los villanos controlados por la mente que defienden la fortaleza de Krona cuando los héroes lo asaltan.

## En otros medios

### Televisión

#### Animación
- El Hombre Absorbente aparece en el segmento de Thor de The Marvel Super Heroes de 1966.[67]
- Hombre Absorbente aparece en el episodio de The Incredible Hulk, "They Call Me Mr. Fixit",[68] con la voz de Jim Cummings.[69] Él se muestra como un sirviente de la señorita Allure.
- Hombre Absorbente aparece en el episodio "Command Decision" de The Avengers: United Stand,[70] con la voz de Oliver Becker.[69] Aparece como miembro de Maestros del Mal, del barón Helmut Zemo.
- El Hombre Absorbente aparece en la serie televisiva animada Los Vengadores: los héroes más poderosos de la Tierra,[71] con la voz de Rick D. Wasserman.[69]
- Aparece también en la serie televisiva animada Hulk y los agentes de S.M.A.S.H.,[72] con la voz de Jonathan Adams.[69]
  - En la primera temporada, en el episodio 11, titulado "El encantador de Skaar", donde se lo ve enfrentando a los Hulks, hasta ser derrotado por Skaar. En el episodio 25, "Monstruos nunca más", aparece como un simulador de El Líder, para que los Hulks causen daños en Vista Verde.
  - En la segunda temporada, en el episodio 12, "Prisioneros inesperados", él, Titania y la Brigada de Demolición fastidian a los Hulks para ser enviados a prisión, y más tarde son enviados a flotar al espacio por Abominación.
- Aparece en la serie televisiva animada Avengers Assemble,[73] otra vez con la voz de Jonathan Adams en la primera aparición y de Gregg Berger en la segunda.
  - En la segunda temporada, episodio 16, "Héroes diminutos", en el cual escapa de su celda de camión para liberar a Titania. Luego, es derrotado por Iron Man, Thor y Hawkeye.
  - En la cuarta temporada, episodio, "La Ciudadela", aparece en Battleworld, con Ares, Crimson Widow y M.O.D.O.K. formados por Beyonder en capturar a Iron Man y el Capitán América. Luego de verlos en una pelea fingida, atacan a los héroes, pero al verlos irse, es lanzado lejos con Hombre Absorbente y Crimson Widow por Beyonder.
- Aparece también en la tercera temporada de la serie televisiva animada Ultimate Spider-Man: Web Warriors, en los episodios "Concurso de Campeones" Pt. 2 y Pt. 4,[74] expresado de nuevo por Jonathan Adams.[69]
  - En el episodio 24, "Concurso de Campeones, parte 2", hace equipo con Zzzax y el Doctor Octopus, del equipo del Gran Maestro, para acabar con Spider-Man, quien a su vez forma equipo con la Viuda Negra, Power Man (Luke Cage) y Skaar, además de participar un equipo del Coleccionista. Al final es derrotado por la Viuda Negra.
  - También aparece en el episodio 26, "Parte 4", donde hace equipo con Skurge y el Doctor Octopus para enfrentar a Spider-Man y al Coleccionista.
- Aparece en la serie televisiva animada de Spider-Man de 2017, en el episodio "Screwball Live", con la voz de Gregg Berger.[75][69]

#### Marvel Cinematic Universe
- Carl "Crusher" Creel aparece en Agents of S.H.I.E.L.D., interpretado por Brian Patrick Wade.[76] Apareciendo por primera vez en la segunda temporada, Creel es un exboxeador que puede convertir su cuerpo en cualquier sustancia que toque, y llama la atención de S.H.I.E.L.D. cuando se revela que fue reclutado en Hydra mientras era cautivo de S.H.I.E.L.D. Hydra adquiere un raro artefacto Kree y mata a varios agentes que trabajan para S.H.I.E.L.D.[77] Utilizando un dispositivo especial, Phil Coulson paraliza a Creel y se lo entrega a Glenn Talbot y al ejército.[78] El personaje aparece en la tercera temporada, donde trabaja para Glenn Talbot, quien es el recién nombrado jefe de la Unidad de contención de amenazas avanzadas.[79] Regresa en la quinta temporada, episodio "Todas las comodidades del hogar" tratando de vivir una vida sin pretensiones en Filadelfia, pero es reclutado por la General Hale durante su trote después de que S.H.I.E.L.D. regresa. Cuando comenta que no se está convirtiendo en un "perro faldero" como la última vez, la general Hale afirma que está armando un equipo. Creel se mete en su camioneta.[80] Creel comienza a trabajar junto a Hale y Anton Ivanov como parte de la nueva Hydra.[81] En el episodio "Inside Voices", Creel prueba absorber el gravitonio en posesión de Hydra, pero le causa tener visiones del Dr. Franklin Hall y, como se revela más tarde, Ian Quinn. Él ayuda a Coulson y Talbot a escapar de la base oculta en una cadena montañosa aún no identificada mientras él se queda atrás y es capturado por Ruby.[82] Cuando la general Hale y Candice Lee van a revisar a Carl Creel, él dice que todavía escucha las voces de Franklin Hall e Ian Quinn en él mientras absorbe parte de una pared y comienza a golpear su cabeza. Después de que la general Hale se rindiera a Melinda May y Daisy Johnson para evitar que Ruby fuera sometida al experimento de Gravitonium, Daisy mencionó que los agentes de S.H.I.E.L.D. con ella habían sedado a Creel.[83] Pronto es visitado en su habitación de hospital por un Talbot recién empoderado que lo absorbe en el Gravitonium.[84]
- Creel se menciona en un flashback en la temporada 1 de Daredevil. Él es derrotado fuera de la pantalla por el luchador, Jack Murdock, padre del personaje principal Matt Murdock. Se esperaba que Jack lanzara la pelea según la sugerencia de Roscoe Sweeney, pero decidió ser un ejemplo para su joven hijo.[85] El productor Jeph Loeb confirmó que este es el mismo Creel que aparece en Agents of S.H.I.E.L.D. antes de obtener sus habilidades.[86]

### Cine
Estuvo planificado para los primeros guiones de Hulk junto a Zzzax. Se le descartó pero sus poderes son usados por David Banner ( el padre de Bruce Banner en la película ) como resultado de la exposición a la radiación Gamma con nanomeds, al igual que los poderes de Zzzax.

### Videojuegos
- Aparece en el videojuego The Incredible Hulk.
- Aparece como jefe en las versiones PSP, PS2 y Wii de Marvel: Ultimate Alliance 2, con la voz de David Hope.[69]
- Aparece en Lego Marvel Super Heroes,[87] con la voz de John DiMaggio.
- Aparece en Marvel: Avengers Alliance. Él aparece como uno de los villanos presentado en la Temporada 2.
- Hombre Absorbente es un personaje jugable en Marvel: Future Fight.[88]
- Aparece como un personaje jugable en Lego Marvel's Avengers.[89]
- Aparece como personaje jugable en Marvel Contest of Champions.[90]